# 阿肯色縣
阿肯色縣（英語：Arkansas County）是美国阿肯色州東南部的一個郡，面積2,678平方公里。根據2020年美國人口普查，本縣共有人口17,149人。本縣共有兩個縣治：迪威特（De Witt）和斯圖加特（Stuttgart）。
本縣於1813年12月13日成立，是該州最早成立的縣。縣名來自當地的原住民夸保族。本縣是美國七個縣名與州名相同的縣份之一。

## 地理

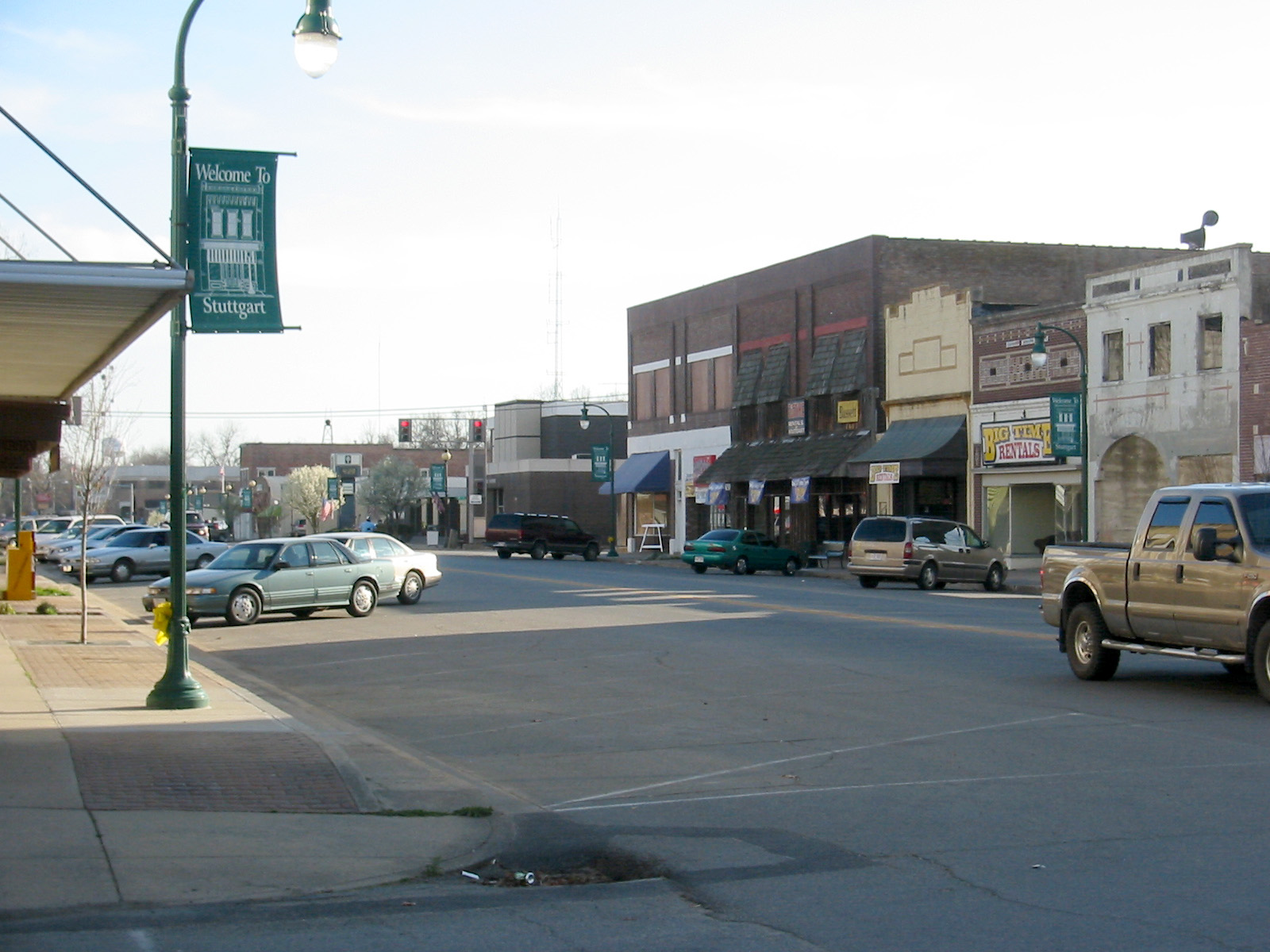
縣治斯圖加特

根據2000年人口普查，阿肯色縣的總面積為1,033.79平方英里（2,677.5平方），其中有988.49平方英里（2,560.2平方），即95.62%為陸地；45.30平方英里（117.3平方），即4.38%為水域。

### 毗鄰縣
所有阿肯色縣的毗鄰縣皆為阿肯色州的縣份。
- 普雷里縣：北方
- 門羅縣：東北方
- 菲利普斯郡：東方
- 迪沙縣：南方
- 林肯縣：西南方
- 傑佛遜郡：西方
- 洛諾克縣：西北方

### 國家保護區
- 阿肯色國家郵局紀念館
- 懷特河國家野生動物保護區（英语：White River National Wildlife Refuge）（部份）

## 運輸

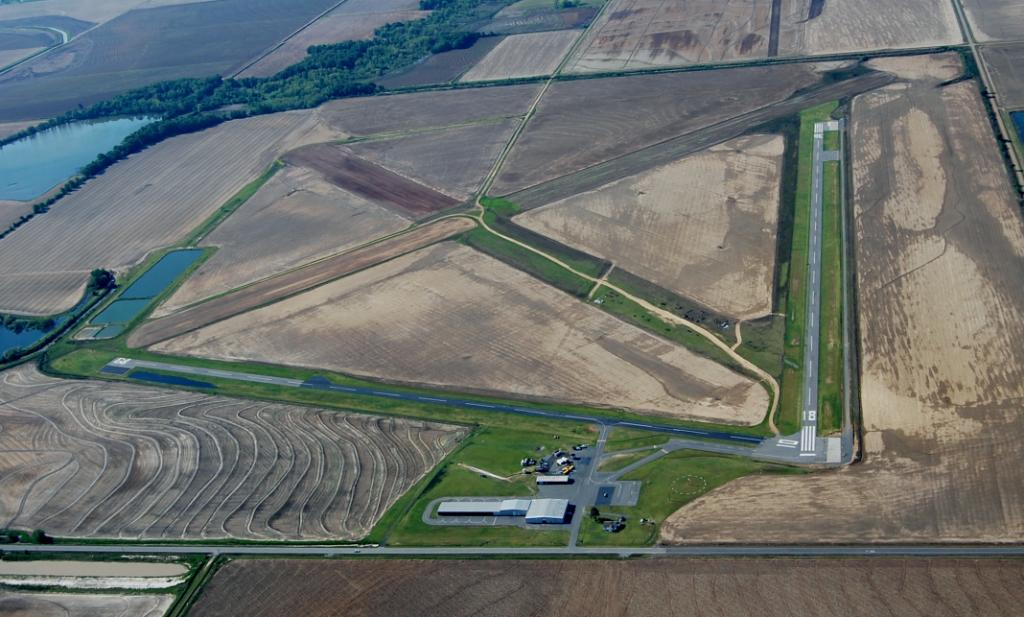
奧爾邁拉市機場

### 主要公路
- 79號国道
- 165號国道
- 1號州道
- 11號州道
- 17號州道
- 33號州道

### 機場
奧爾邁拉市機場是一個位於阿肯色縣內的公用機場。該機場距離奧爾邁拉中央商務區以西三海裡（6公里）。
奧爾邁拉市機場的面積為640英畝（260公頃），其海拔為211英尺（64米）。該機場擁有兩條瀝青鋪跑道：18/36跑道長3,496英尺（1,066米），闊50英尺（15米）；而10/28跑道則長3,000英尺（914 米），闊50英尺（15米）。於2007年6月30日至2008年6月30日期間，該機場總計有34,200次飛機升降，即平均每天93日。

## 人口
| 调查年             | 人口   | 备注 | %±     |
| ------------------ | ------ | ---- | ------ |
| 1830               | 1,426  |      | —      |
| 1840               | 1,346  |      | −5.6%  |
| 1850               | 3,245  |      | 141.1% |
| 1860               | 8,844  |      | 172.5% |
| 1870               | 8,268  |      | −6.5%  |
| 1880               | 8,038  |      | −2.8%  |
| 1890               | 11,432 |      | 42.2%  |
| 1900               | 12,973 |      | 13.5%  |
| 1910               | 16,103 |      | 24.1%  |
| 1920               | 21,483 |      | 33.4%  |
| 1930               | 22,300 |      | 3.8%   |
| 1940               | 24,437 |      | 9.6%   |
| 1950               | 23,665 |      | −3.2%  |
| 1960               | 23,355 |      | −1.3%  |
| 1970               | 23,347 |      | 0.0%   |
| 1980               | 24,175 |      | 3.5%   |
| 1990               | 21,653 |      | −10.4% |
| 2000               | 20,749 |      | −4.2%  |
| 2010               | 19,019 |      | −8.3%  |
| 2012年估计         | 18,892 |      | −0.7%  |
| [ 8 ] [ 9 ] [ 10 ] |        |      |        |

阿肯色縣人口金字塔

根據2000年人口普查，阿肯色縣擁有20,749居民、8,457住戶和5,970家庭。其人口密度為每平方英里21居民（每平方公里8居民）。本縣擁有9,672間房屋单位，其密度為每平方英里10間（每平方公里4間）。而人口是由75.19%白人、23.36%黑人、0.21%土著、0.36%亞洲人、0.21%其他種族和0.66%混血构成。而西班牙裔或拉丁美洲人佔了人口0.76%。
在8,457住户中，有31.4%擁有一個或以上的兒童（18歲以下）、53%為夫妻、13.9%為單親家庭、29.4%為非家庭、26.1%為獨居、12.4%住戶有同居長者。平均每戶有2.41人，而平均每個家庭則有2.89人。在20,749居民中，有24.8%為18歲以下、8.3%為18至24歲、26.3%為25至44歲、24.4%為45至64歲以及16.2%為65歲以上。人口的年齡中位數為39歲，女子對男子的性別比為100：90.9。成年人的性別比則為100：86。
本縣的住戶收入中位數為$30,316，而家庭收入中位數則為$36,472。男性的收入中位數為$28,914 ，而女性的收入中位數則為$21,127 ，人均收入為$16,401。約14.1%家庭和17.8%人口在貧窮線以下，包括24.8%兒童（18歲以下）及15.5%長者（65歲以上）。
於2000年，本縣最大的宗教派別為福音派新教（10,229信徒）和傳統新教（3,593信徒）。而最大宗教團體則是美南浸信會（5,103信徒）和聯合衛理公會（2,750信徒）。